# San Juan Lachao
San Juan Lachao är en kommun i Mexiko.   Den ligger i delstaten Oaxaca, i den sydöstra delen av landet, 400 km sydost om huvudstaden Mexico City.
Följande samhällen finns i San Juan Lachao:
- Santa Rosa de Lima
- El Ocote
- Santa Catarina Cerro del Vidrio
- La Unión
- Santa Lucía Tierra Blanca
- Santa María Rancho Nuevo
- San Francisco
- Armenia